# Trichosalpinx montana
Trichosalpinx montana é uma espécie de orquídea (Orchidaceae) originária do Brasil.